# Brécey
 Brécey  es una población y comuna francesa, en la región de Baja Normandía, departamento de Mancha, en el distrito de Avranches. Es la cabecera y mayor población del cantón homónimo.

## Demografía
| 2198 | 2122 | 2026 | 2046 | 1958 | 1980 | 2029 | 2113 |
| Para los censos de 1962 a 1999 la población legal corresponde a la población sin duplicidades (Fuente: INSEE [Consultar]) |      |      |      |      |      |      |      |